# Sean Maguire
Sean Martin Michael Maguire (ur. 18 kwietnia 1976 w Ilford) – brytyjski aktor i piosenkarz pochodzenia irlandzkiego, który zdobył sławę w 1988, kiedy w wieku 11 lat podjął się roli „Tegsa” Ratcliffe’a w serialu BBC Grange Hill, w którym pozostał do 1992. Przez krótki czas grał postać Aidana Brosnana w serialu BBC EastEnders (1993–1994).

## Życiorys
Urodził się w Ilford, w hrabstwie niemetropolitarnym Essex w Anglii, jako syn Kathleen i Michaela Maguire’ów. Ma pięcioro rodzeństwa: dwie siostry – Ellie i Katherine oraz trzech braci – Darrena, Michaela i Ciarana. Jego rodzina pochodzi z miasta Cavan w hrabstwie Cavan w Irlandii. Pod koniec lat 70. jego rodzice byli irlandzkimi tancerzami i cała rodzina regularnie występowała na imprezach i w konkursach. Jego rodzice prowadzili też Akademię Maguire O’Shea. Cała piątka jego rodzeństwa była profesjonalnymi tancerzami i występowali z Riverdance.
Mając 5 lat, wystąpił w swojej pierwszej roli w telewizyjnej adaptacji autobiograficznej sztuki Johna Mortimera Podróż dookoło mojego ojca (A Voyage Round My Father, 1982) u boku Laurence’a Oliviera i Alana Batesa. W wieku 7 lat był w obsadzie komedii Terry’ego Jonesa Sens życia według Monty Pythona (Monty Python’s The Meaning of Life, 1983).
W 1992 pojawił się w sitcomie familijnym ABC Dzieciaki, kłopoty i my (Growing Pains) jako Jason Begley. Wystąpił także w dramacie Kraina wód (Waterland, 1992) z Jeremym Ironsem i Ethanem Hawkiem.
Wystąpił w kilku filmach fabularnych i odniósł umiarkowany sukces również jako piosenkarz. Stał się rozpoznawalny także w USA z roli Donovana Brinka w sitcomie UPN Eve (2003–2006) i jako Kyle Lendo w serialu CBS Nasza klasa (The Class, 2006–2007).

## Filmografia

### Filmy
- 1982: Podróż dookoło mojego ojca (A Voyage Round My Father, TV)
- 1983: Sens życia według Monty Pythona (Monty Python’s The Meaning of Life)
- 1992: Kraina wód (Waterland) jako Peter
- 2000: Głęboka wpadka (Out Of Depth) jako Paul Nixon
- 2001: Zaklęty książę (Prince Charming, TV) jako książę
- 2005: Trzecie życzenie (The Third Wish) jako Brandon
- 2007: L.A. Blues jako Jack Davis
- 2007: Diukowie (The Dukes) jako Dave
- 2008: Poznaj moich Spartan (Meet the Spartans) jako Leonidas

### Seriale TV
- 1988–1992: Grange Hill jako Terence ‘Tegs’ Ratcliffe
- 1991: Dodgem jako Simon Leighton
- 1992: Dzieciaki, kłopoty i my (Growing Pains) jako Jason Begley
- 1993: The Bill
- 1993: EastEnders jako Aidan Brosnan
- 1995: Dangerfield jako Marty Dangerfield
- 1997: Dear Nobody jako Chris Marshall
- 1997: A Man Of Letters jako Alan
- 1999: Szpital Holby City (Holby City) jako Darren Ingram
- 2000: Opalenizna (Sunburn) jako Lee Wilson
- 2000: Urban Gothic jako Jude Redfield
- 2001–2002: Luz we dwóch (Off Centre) jako Euan Pierce
- 2003–2006: Eve jako Donovan Brink
- 2006–2007: Nasza klasa (The Class) jako Kyle Lendo
- 2009: Cupid jako Dave
- 2009: Kröd Mändoon and the Flaming Sword of Fire jako Kröd Mändoon
- 2009: Mister Eleven jako Dan
- 2010: Dowody zbrodni (Cold Case) jako Phil
- 2010: CSI: Kryminalne zagadki Nowego Jorku jako Alex Brodevesky
- 2013: Once Upon a Time in Wonderland jako Robin Hood (gościnnie)
- 2013: Zabójcze umysły jako Thane Parks
- 2013−2018: Dawno, dawno temu (Once Upon a Time) jako Robin Hood / Robin Hood (Świat Życzenia)
- 2014: 7:39 jako Ryan Cole
- 2016: Poza czasem (Timeless) jako Ian Fleming
- 2019: The 100 jako pan Lightbourne

## Dyskografia

### Albumy
- 1994: Sean Maguire (26 listopada)
- 1996: Spirit (3 czerwca)
- 1998: Greatest Hits (18 czerwca)

### Single
- 1994: „Someone To Love”
- 1994: „Take This Time”
- 1995: „Suddenly”
- 1995: „Now I’ve Found You”
- 1995: „You To Me Are Everything”
- 1996: „Good Day”
- 1996: „Don’t Pull Your Love”
- 1997: „Today’s the Day”